# 自由が丘で
『自由が丘で』（じゆうがおかで、原題：자유의_언덕）は、2014年9月4日公開の韓国映画。日本では2014年12月13日に公開された。ホン・サンス監督が、韓国人の元恋人を追いかけて日本からソウルへやって来た日本人男性の姿を描く。加瀬亮主演、2014年度ニューヨーク映画祭招待上映作品。

## ストーリー
かつての韓国人の恋人クォン（ソ・ヨンファ）を追いかけて、日本からソウルへとやって来た日本人男性モリ（加瀬亮）。モリはクォンに結婚を申し込むつもりでいる。しかし、ソウルへ来たもののクォンとなかなか出会えない。モリは韓国で過ごす日々を記した彼女宛の手紙を書き始め、それはいつしか大きな束になった。
その手紙は人を介してクォンへ届けられるが、クォンはそれを封筒から取り出すとき誤って中身を散乱させてしまい、手紙の順序が分からなくなってしまう。
クォンは仕方なく、どの順序で起きているか分からないモリの出来事の記録を読み進める。観客にも、次々に描かれるモリのエピソードが、どの順番で起きたのか分からない。手紙に書かれていたのは、カフェ「自由が丘」を経営するヨンソン（ムン・ソリ）と行きずりの恋に落ちたことや、たどたどしい英語での韓国人たちとの交流、そこで起きる摩擦や友情の様子だった。
モリは、どこへ行くにも『時間』と題する本を携えていた。日本の英文学者・吉田健一の時間論で、人間にとって現実の時間は決して一方向に流れてゆかず、あちこちで渦巻いたり逆流したりしていると論じている。この映画も1つの方向へは進まず、そこへさらに登場人物たちの夢想が入り込み、モリとクォンの関係もナゾを残したまま、物語はユーモラスに進行してゆく。

## キャスト
| 役名                 | 俳優             | 役どころ                           |
| -------------------- | ---------------- | ---------------------------------- |
| モリ                 | 加瀬亮           | 元の恋人を探しにソウルへ来た日本人 |
| ヨンソン             | ムン・ソリ       | カフェ「自由が丘」オーナー         |
| クォン               | ソ・ヨンファ     | モリのかつての恋人                 |
| サンウォン           | キム・ウィソン   | ゲストハウスに滞在する米国帰りの男 |
| 家出娘               | チョン・ウンチェ | モリと同じゲストハウスに宿泊       |
| ゲストハウスの女主人 | ユン・ヨジョン   |                                    |

## スタッフ
- 監督・脚本：ホン・サンス
- 製作：キム・キョンヒ
- 撮影：パク・ホンニョル
- 編集：ハム・ソンウォン
- 音楽：チョン・ヨンジン

## エピソード
主人公モリの衣装や小道具の書籍は、同役の加瀬亮の私物であった。書籍は監督のホン・サンスの指示で加瀬が選んだレイ・ブラッドベリ『万華鏡』、与謝蕪村の句集、吉田健一の『時間』が持ち込まれたが、映画のテーマである「時間」と一致したのは全くの偶然で、持ち主の加瀬と同じく、主人公がいつも持ち歩いているという設定がストーリーに加えられた。